# آف تو د ریسز (ترانه)
«تو راه مسابقات» (به انگلیسی: Off to the Races) ترانه‌ای از خواننده و ترانه‌سرای اهل ایالات متحده آمریکا لانا دل ری است. این ترانه در آلبوم زاده‌شده برای مردن منتشر شد.